# Augusta (Australie-Occidentale)
Pour les articles homonymes, voir Augusta.
Augusta est une ville du sud-ouest de la côte de l'Australie-Occidentale, à 322 km au sud de Perth là où le fleuve Blackwood s'écoule dans la Baie Flinders. C'est la ville la plus proche de Cap Leeuwin, le cap le plus au sud-ouest du continent australien. Lors du recensement de 2001 sa population était de 1 694 habitants et en 2006 la population s'élevait à 1 068 habitants. Elle est dans la zone d'administration locale du comté d'Augusta-Margaret River.

## Compléments